# 贓物
贓物，又稱賊贓，俗稱為老鼠貨，指的是侵占、偷竊、搶劫、貪汙、走私等不法行動中所得到的財物，若為金錢則通常稱為贓款。
在大部份國家的刑事法律明定買賣、運輸、收受及藏匿贓物等（俗稱「接贓」）為犯罪。根據世界各地的商品售賣法，買贓者得到該物時並不合法，因此原物主可以透過訴訟，不必付出代價，合法地向贓物買家取回該物件，但是必須証明其為贓物，所謂「捉賊在贓，捉姦在床」。
在香港，「處理贓物罪（Handling stolen goods）」一經定罪，可處14年監禁。

## 相關
- 典當